# Argentína az 1996. évi nyári olimpiai játékokon
Argentína az egyesült államokbeli Atlantában megrendezett 1996. évi nyári olimpiai játékok egyik részt vevő nemzete volt. Az országot az olimpián 20 sportágban 178 sportoló képviselte, akik összesen 3 érmet szereztek.

## Érmesek
| Érem  | Versenyző | Sportág    | Versenyszám           |
| ----- | --- | ---------- | --------------------- |
| Ezüst | Nemzeti válogatott Carlos Bossio Roberto Ayala José Antonio Chamot Javier Zanetti Matías Almeyda Roberto Sensini Claudio López Diego Simeone Hernán Crespo Ariel Ortega Hugo Morales Pablo Cavallero Héctor Pineda Pablo Paz Christian Bassedas Gustavo López Marcelo Delgado Marcelo Gallardo | Labdarúgás | Férfi                 |
| Ezüst | Carlos Espínola | Vitorlázás | Férfi szörfvitorlázás |
| Bronz | Pablo Chacón | Ökölvívás  | Pehelysúly            |

## Atlétika
Férfi
| Versenyző     | Versenyszám | Előfutam | Előfutam | Előfutam | Negyeddöntő | Negyeddöntő | Negyeddöntő | Elődöntő | Elődöntő | Elődöntő | Döntő         | Döntő         |
| Versenyző     | Versenyszám | Idő      | Hely.    | Össz.    | Idő         | Hely.       | Össz.       | Idő      | Hely.    | Össz.    | Idő           | Helyezés      |
| ------------- | ----------- | -------- | -------- | -------- | ----------- | ----------- | ----------- | -------- | -------- | -------- | ------------- | ------------- |
| Carlos Gats   | 100 m       | 10,57    | 4.       | 64.*     | kiesett     | kiesett     | kiesett     | kiesett  | kiesett  | kiesett  | kiesett       | kiesett       |
| Carlos Gats   | 200 m       | 20,82    | 4.       | 37.      | 20,84       | 7.          | 29.         | kiesett  | kiesett  | kiesett  | kiesett       | kiesett       |
| Antonio Silio | Maraton     |          |          |          |             |             |             |          |          |          | nem ért célba | nem ért célba |

| Versenyző        | Versenyszám   | Selejtező | Selejtező | Döntő    | Döntő    |
| Versenyző        | Versenyszám   | Eredmény  | Helyezés  | Eredmény | Helyezés |
| ---------------- | ------------- | --------- | --------- | -------- | -------- |
| Marcelo Pugliese | Diszkoszvetés | 56,72 m   | 29.       | kiesett  | kiesett  |
| Andrés Charadia  | Kalapácsvetés | 65,26 m   | 35.       | kiesett  | kiesett  |

Női
| Versenyző         | Versenyszám | Előfutam | Előfutam | Előfutam | Elődöntő | Elődöntő | Elődöntő | Döntő   | Döntő    |
| Versenyző         | Versenyszám | Idő      | Hely.    | Össz.    | Idő      | Hely.    | Össz.    | Idő     | Helyezés |
| ----------------- | ----------- | -------- | -------- | -------- | -------- | -------- | -------- | ------- | -------- |
| Marta Orellana    | 800 m       | 2:04,99  | 6.       | 29.      | kiesett  | kiesett  | kiesett  | kiesett | kiesett  |
| Griselda González | Maraton     |          |          |          |          |          |          | 2:35:12 | 19.      |

| Versenyző          | Versenyszám   | Selejtező | Selejtező | Döntő    | Döntő    |
| Versenyző          | Versenyszám   | Eredmény  | Helyezés  | Eredmény | Helyezés |
| ------------------ | ------------- | --------- | --------- | -------- | -------- |
| Andrea Ávila       | Távolugrás    | 600 cm    | 31.       | kiesett  | kiesett  |
| Liliana Martinelli | Diszkoszvetés | 55,68 m   | 35.       | kiesett  | kiesett  |

* - egy másik versenyzővel azonos eredményt ért el

## Birkózás
Szabadfogású
| Versenyző   | Versenyszám | 32-es főtábla              | Nyolcaddöntő      | Negyeddöntő       | Elődöntő          | Vigaszág 2. kör              | Vigaszág 3. kör   | Vigaszág 4. kör   | Vigaszág 5. kör   | Vigaszág 6. kör   | Bronz- mérkőzés   | Döntő             | Helyezés |
| Versenyző   | Versenyszám | Ellenfél Eredmény          | Ellenfél Eredmény | Ellenfél Eredmény | Ellenfél Eredmény | Ellenfél Eredmény            | Ellenfél Eredmény | Ellenfél Eredmény | Ellenfél Eredmény | Ellenfél Eredmény | Ellenfél Eredmény | Ellenfél Eredmény | Helyezés |
| ----------- | ----------- | -------------------------- | ----------------- | ----------------- | ----------------- | ---------------------------- | ----------------- | ----------------- | ----------------- | ----------------- | ----------------- | ----------------- | -------- |
| Paulo Ibire | 68 kg       | Hvang Cshangho (KOR) · 0–7 |                   |                   |                   | Yosvany Sánchez (CUB) · 0–10 | kiesett           | kiesett           | kiesett           | kiesett           | kiesett           |                   | 18.      |

## Cselgáncs
Férfi
| Versenyző         | Versenyszám  | Selejtező                      | 32-es főtábla                 | Nyolcaddöntő                | Negyeddöntő             | Elődöntő          | Vigaszág első kör          | Vigaszág negyeddöntő                | Vigaszág elődöntő         | Bronz- mérkőzés                     | Döntő             | Helyezés |
| Versenyző         | Versenyszám  | Ellenfél Eredmény              | Ellenfél Eredmény             | Ellenfél Eredmény           | Ellenfél Eredmény       | Ellenfél Eredmény | Ellenfél Eredmény          | Ellenfél Eredmény                   | Ellenfél Eredmény         | Ellenfél Eredmény                   | Ellenfél Eredmény | Helyezés |
| ----------------- | ------------ | ------------------------------ | ----------------------------- | --------------------------- | ----------------------- | ----------------- | -------------------------- | ----------------------------------- | ------------------------- | ----------------------------------- | ----------------- | -------- |
| Jorge Lencina     | Légsúly      | erőnyerő                       | Nazim Hüseynov (AZE) · V      | kiesett                     | kiesett                 | kiesett           |                            |                                     |                           |                                     |                   | 21.      |
| Francisco Morales | Harmatsúly   | Georgi Revazishvilli (GEO) · V | kiesett                       | kiesett                     | kiesett                 | kiesett           |                            |                                     |                           |                                     |                   | 34.      |
| Sebastián Alquati | Könnyűsúly   | erőnyerő                       | Khaliuny Boldbaatar (MGL) · V |                             |                         |                   | Jimmy Pedro (USA) · V      | kiesett                             | kiesett                   | kiesett                             |                   | 13.      |
| Gastón García     | Váltósúly    | erőnyerő                       | Adil Bel Gaid (MAR) · GY      | Patrick Klas (NED) · GY     | Djamel Bouras (FRA) · V |                   |                            | Konsztantyin Szavcsiskin (RUS) · GY | Iraklı Uznadze (TUR) · GY | Cso Incshol (Jo In-Cheol) (KOR) · V |                   | 5.       |
| Pablo Elisii      | Középsúly    | erőnyerő                       | Adil Kaaba (MAR) · GY         | Yosvany Despaigne (CUB) · V | kiesett                 | kiesett           |                            |                                     |                           |                                     |                   | 17.      |
| Alejandro Bender  | Félnehézsúly | erőnyerő                       | Aurélio Miguel (BRA) · V      |                             |                         |                   | Szergej Sakimov (KAZ) · GY | Antonio Felicité (MRI) · GY         | Kovács Antal (HUN) · V    | kiesett                             |                   | 7.       |
| Orlando Baccino   | Nehézsúly    | erőnyerő                       | Szaidahtam Rahimov (TJK) · V  | kiesett                     | kiesett                 | kiesett           |                            |                                     |                           |                                     |                   | 21.      |

Női
| Versenyző        | Versenyszám | Selejtező         | Nyolcaddöntő                 | Negyeddöntő                           | Elődöntő          | Vigaszág első kör | Vigaszág negyeddöntő         | Vigaszág elődöntő          | Bronz- mérkőzés   | Döntő             | Helyezés |
| Versenyző        | Versenyszám | Ellenfél Eredmény | Ellenfél Eredmény            | Ellenfél Eredmény                     | Ellenfél Eredmény | Ellenfél Eredmény | Ellenfél Eredmény            | Ellenfél Eredmény          | Ellenfél Eredmény | Ellenfél Eredmény | Helyezés |
| ---------------- | ----------- | ----------------- | ---------------------------- | ------------------------------------- | ----------------- | ----------------- | ---------------------------- | -------------------------- | ----------------- | ----------------- | -------- |
| Carolina Mariani | Harmatsúly  | erőnyerő          | Nathalie Gosselin (CAN) · GY | Hjon Szukhi (Hyeon Suk-Hui) (KOR) · V |                   |                   | Alessandra Giungi (ITA) · GY | Szugavara Noriko (JPN) · V | kiesett           |                   | 7.       |

## Evezés
Férfi
| Versenyző                                                           | Versenyszám                          | Előfutam | Előfutam | Vigaszág | Vigaszág | Elődöntő | Elődöntő | Elődöntő | Döntő   | Döntő   | Döntő   | Helyezés |
| Versenyző                                                           | Versenyszám                          | Idő      | Hely.    | Idő      | Hely.    | Típus    | Idő      | Hely.    | Típus   | Idő     | Hely.   | Helyezés |
| ------------------------------------------------------------------- | ------------------------------------ | -------- | -------- | -------- | -------- | -------- | -------- | -------- | ------- | ------- | ------- | -------- |
| Sergio Fernández                                                    | Egypárevezős                         | 7:37,53  | 2.       | 7:42,63  | 1.       | A/B      | 7:23,70  | 5.       | B       | 6:56,97 | 6.      | 12.      |
| Carlos Palavecino Walter Balunek                                    | Kormányos nélküli kettes             | 6:56,03  | 3.       | 7:10,57  | 3.       | A/B      | 7:14,59  | 6.       | B       | 6:49,34 | 6.      | 12.      |
| Carlos Pages Santiago Fernández Rubén Knulst Guillermo Pfaab        | Négypárevezős                        | 6:16,16  | 4.       | 5:52,89  | 4.       | kiesett  | kiesett  | kiesett  | kiesett | kiesett | kiesett | 13.      |
| Daniel Scuri Horacio Sicilia Mariano Sosa Mariano Kowalczyk         | Kormányos nélküli négyes             | 6:33,29  | 5.       | 6:37,85  | 5.       | kiesett  | kiesett  | kiesett  | kiesett | kiesett | kiesett | 14.      |
| Fernando Zapata Agustín Rocha                                       | Könnyűsúlyú kétpárevezős             | 7:07,50  | 4.       | 6:28,08  | 3.       | C/D      | 6:38,55  | 3.       | C       | 7:04,67 | 5.      | 17.      |
| Hernán Legizamón Jorge Enríquez Federico Querín Gabriel Scortiquini | Könnyűsúlyú kormányos nélküli négyes | 6:43,58  | 6.       | 6:09,86  | 5.       |          |          |          | C       | 6:30,64 | 5.      | 17.      |

Női
| Versenyző                       | Versenyszám              | Előfutam | Előfutam | Vigaszág | Vigaszág | Elődöntő | Elődöntő | Elődöntő | Döntő   | Döntő   | Döntő   | Helyezés |
| Versenyző                       | Versenyszám              | Idő      | Hely.    | Idő      | Hely.    | Típus    | Idő      | Hely.    | Típus   | Idő     | Hely.   | Helyezés |
| ------------------------------- | ------------------------ | -------- | -------- | -------- | -------- | -------- | -------- | -------- | ------- | ------- | ------- | -------- |
| Ana Urbano                      | Egypárevezős             | 8:42,59  | 6.       | 9:04,66  | 5.       |          |          |          | C       | 8:41,51 | 4.      | 16.      |
| Dolores Amaya María Garisoain   | Kétpárevezős             | 7:57,05  | 4.       | 8:09,24  | 4.       | kiesett  | kiesett  | kiesett  | kiesett | kiesett | kiesett | 13.      |
| Lorena Corengia Julieta Ramírez | Kormányos nélküli kettes | 8:12,58  | 5.       | 8:35,53  | 4.       | kiesett  | kiesett  | kiesett  | kiesett | kiesett | kiesett | 13.      |

## Gyeplabda

### Férfi
| Argentin férfi gyeplabdacsapat-játékoskeret                                                                                                   | Argentin férfi gyeplabdacsapat-játékoskeret                                                                                          |
| --- | --- |
| - Pablo Moreira - Jorge Querejeta - Edgardo Pailos - Diego Chiodo - Alejandro Doherty - Fernando Moresi - Rodolfo Pérez - Carlos José Retegui | - Jorge Lombi - Gabriel Minadeo - Fernando Ferrara - Leandro Baccaro - Rodolfo Schmitt - Santiago Capurro - Max Caldas - Pablo Lombi |

#### Eredmények
Csoportkör
A csoport
| Csapat                 | M | Gy | D | V | G+ | G– | Gk  | P |
| ---------------------- | - | -- | - | - | -- | -- | --- | - |
| Spanyolország (ESP)    | 5 | 4  | 0 | 1 | 14 | 5  | +9  | 8 |
| Németország (GER)      | 5 | 3  | 1 | 1 | 10 | 3  | +7  | 7 |
| India (IND)            | 5 | 2  | 2 | 1 | 8  | 3  | +5  | 6 |
| Pakisztán (PAK)        | 5 | 2  | 1 | 2 | 11 | 8  | +3  | 5 |
| Argentína (ARG)        | 5 | 2  | 0 | 3 | 9  | 13 | –4  | 4 |
| Egyesült Államok (USA) | 5 | 0  | 0 | 5 | 3  | 23 | –20 | 0 |

| 1996. július 20. 20:00 | India (IND) | 0–1   | Argentína (ARG) | Játékvezetők: Peter von Reth (NED), Ayman Amin (EGY) |
| 1996. július 20. 20:00 |             | (0–0) | J. Lombi 45'    | Játékvezetők: Peter von Reth (NED), Ayman Amin (EGY) |

| 1996. július 22. 20:00 | Egyesült Államok (USA)    | 2–5   | Argentína (ARG)                                   | Játékvezetők: Youri Platonov (RUS), Donald Prior (AUS) |
| 1996. július 22. 20:00 | Mellor 39' · Jennings 48' | (0–5) | J. Lombi 4', 12' · Ferrara 15', 26' · Capurro 32' | Játékvezetők: Youri Platonov (RUS), Donald Prior (AUS) |

| 1996. július 24. 17:30 | Spanyolország (ESP)         | 2–1   | Argentína (ARG) | Játékvezetők: Floris Idenburg (NED), Peter von Reth (NED) |
| 1996. július 24. 17:30 | Escarré 61' · Ja. Arnau 65' | (0–1) | J. Lombi 20'    | Játékvezetők: Floris Idenburg (NED), Peter von Reth (NED) |

| 1996. július 26. 09:00 | Németország (GER)                         | 3–0   | Argentína (ARG) | Játékvezetők: Floris Idenburg (NED), Donald Prior (AUS) |
| 1996. július 26. 09:00 | Saliger 16' · Becker 19' · Bellenbaum 64' | (2–0) |                 | Játékvezetők: Floris Idenburg (NED), Donald Prior (AUS) |

| 1996. július 28. 09:00 | Pakisztán (PAK)                                   | 6–2   | Argentína (ARG)          | Játékvezetők: Craig Madden (GBR), Ayman Amin (EGY) |
| 1996. július 28. 09:00 | Ahmad 32', 45', 65' · Sarwar 51', 58' · Zaman 53' | (1–1) | Pérez 24' · J. Lombi 68' | Játékvezetők: Craig Madden (GBR), Ayman Amin (EGY) |

A 9–12. helyért
| 1996. július 31. 08:30 | Argentína (ARG)                               | 4–4 (h. u.) | Malajzia (MAS)                                         | Játékvezetők: Patrick van Beneden (BEL), Kayoshi Sana (JPN) |
| 1996. július 31. 08:30 | Retegui 14', 55' · Ferrara 57' · J. Lombi 69' | (1–1, 4–4)  | Singh 26' · Siva 38' · Nawawi 39' · Shanmuganathan 59' | Játékvezetők: Patrick van Beneden (BEL), Kayoshi Sana (JPN) |
| 1996. július 31. 08:30 | Büntetőpárbaj:                                |             |                                                        | Játékvezetők: Patrick van Beneden (BEL), Kayoshi Sana (JPN) |
| 1996. július 31. 08:30 | 3–0                                           |             |                                                        | Játékvezetők: Patrick van Beneden (BEL), Kayoshi Sana (JPN) |

A 9. helyért
| 1996. augusztus 1. 08:30 | Argentína (ARG)                          | 3–2   | Dél-afrikai Köztársaság (RSA) | Játékvezetők: Craig Madden (GBR), Guillaume Langle (FRA) |
| 1996. augusztus 1. 08:30 | Ferrara 30' · Capurro 36' · J. Lombi 45' | (1–1) | Nicol 22' · Hallowes 38'      | Játékvezetők: Craig Madden (GBR), Guillaume Langle (FRA) |

| Csapat          | Helyezés |
| --------------- | -------- |
| Argentína (ARG) | 9.       |

### Női
| Argentin női gyeplabdacsapat-játékoskeret | Argentin női gyeplabdacsapat-játékoskeret                                                                                                 |
| --- | --- |
| - Mariana Arnal - Sofía MacKenzie - Magdalena Aicega - Silvina Corvalán - Anabel Gambero - Julieta Castellán - Gabriela Pando - Gabriela Sánchez | - Vanina Oneto - Jorgelina Rimoldi - Karina Masotta - María Castelli - Verónica Artica - Ceci Rognoni - Ayelén Stepnik - Mariana González |

#### Eredmények
Csoportkör
| Csapat                 | M | Gy | D | V | G+ | G– | Gk  | P  |
| ---------------------- | - | -- | - | - | -- | -- | --- | -- |
| Ausztrália (AUS)       | 7 | 6  | 1 | 0 | 24 | 4  | +20 | 13 |
| Dél-Korea (KOR)        | 7 | 4  | 2 | 1 | 18 | 9  | +9  | 10 |
| Nagy-Britannia (GBR)   | 7 | 3  | 2 | 2 | 12 | 11 | +1  | 8  |
| Hollandia (NED)        | 7 | 3  | 2 | 2 | 15 | 15 | 0   | 8  |
| Egyesült Államok (USA) | 7 | 2  | 2 | 3 | 8  | 11 | –3  | 6  |
| Németország (GER)      | 7 | 2  | 1 | 4 | 10 | 11 | –1  | 5  |
| Argentína (ARG)        | 7 | 2  | 1 | 4 | 7  | 21 | –14 | 5  |
| Spanyolország (ESP)    | 7 | 0  | 1 | 6 | 5  | 17 | –12 | 1  |

| 1996. július 20. 17:30 | Argentína (ARG) | 0–2   | Németország (GER)              | Játékvezetők: Janice McDonald (GBR), Angela Lario Ruiz (ESP) |
| 1996. július 20. 17:30 |                 | (0–1) | van Kooperen 17' · Lätzsch 39' | Játékvezetők: Janice McDonald (GBR), Angela Lario Ruiz (ESP) |

| 1996. július 22. 09:00 | Ausztrália (AUS)                                                             | 7–1   | Argentína (ARG) | Játékvezetők: Angela Lario Ruiz (ESP), Carola Heinrichs (GER) |
| 1996. július 22. 09:00 | Farrell 9' · K. Powell 25' · Annan 30', 49', 50' · Roche 61' · L. Powell 63' | (3–0) | Rimoldi 43'     | Játékvezetők: Angela Lario Ruiz (ESP), Carola Heinrichs (GER) |

| 1996. július 23. 11:00 | Spanyolország (ESP) | 0–1   | Argentína (ARG) | Játékvezetők: Janice McDonald (GBR), Miriam van Gemert (NED) |
| 1996. július 23. 11:00 |                     | (0–0) | Rimoldi 44'     | Játékvezetők: Janice McDonald (GBR), Miriam van Gemert (NED) |

| 1996. július 25. 20:00 | Egyesült Államok (USA) | 1–2   | Argentína (ARG)            | Játékvezetők: Peri Buckley (AUS), Carola Heinrichs (GER) |
| 1996. július 25. 20:00 | Marois 26'             | (1–1) | Masotta 5' · MacKenzie 60' | Játékvezetők: Peri Buckley (AUS), Carola Heinrichs (GER) |

| 1996. július 27. 11:00 | Hollandia (NED)                      | 4–1   | Argentína (ARG) | Játékvezetők: Gina Spitaleri (ITA), Angela Lario Ruiz (ESP) |
| 1996. július 27. 11:00 | Donners 5' · de Ruiter 14', 45', 48' | (2–0) | Masotta 39'     | Játékvezetők: Gina Spitaleri (ITA), Angela Lario Ruiz (ESP) |

| 1996. július 28. 20:00 | Argentína (ARG)              | 2–2   | Dél-Korea (KOR)                       | Játékvezetők: Margaret Lanning (CAN), Renée Chatas (USA) |
| 1996. július 28. 20:00 | MacKenzie 10' · Castelli 16' | (2–1) | Cso Undzsong 33' · Csang Undzsong 46' | Játékvezetők: Margaret Lanning (CAN), Renée Chatas (USA) |

| 1996. július 30. 09:00 | Argentína (ARG) | 0–5   | Nagy-Britannia (GBR)                     | Játékvezetők: Peri Buckley (AUS), Renée Chatas (USA) |
| 1996. július 30. 09:00 |                 | (0–2) | Nichols 8', 68' · Sixsmith 13', 61', 67' | Játékvezetők: Peri Buckley (AUS), Renée Chatas (USA) |

| Csapat          | Helyezés |
| --------------- | -------- |
| Argentína (ARG) | 7.       |

## Kajak-kenu

### Síkvízi
Férfi
| Versenyző                     | Versenyszám         | Előfutam | Előfutam | Előfutam | Vigaszág | Vigaszág | Vigaszág | Elődöntő | Elődöntő | Elődöntő | Döntő   | Döntő    |
| Versenyző                     | Versenyszám         | Idő      | Hely.    | Össz.    | Idő      | Hely.    | Össz.    | Idő      | Hely.    | Össz.    | Idő     | Helyezés |
| ----------------------------- | ------------------- | -------- | -------- | -------- | -------- | -------- | -------- | -------- | -------- | -------- | ------- | -------- |
| Javier Correa                 | Kajak egyes 500 m   | 1:42,691 | 4.       | 9.       | 1:44,076 | 3.       | 7.       | 1:42,071 | 7.       | 14.      | kiesett | kiesett  |
| Abelardo Sztrum               | Kajak egyes 1000 m  | 3:50,547 | 3.       | 11.      | erőnyerő | erőnyerő | erőnyerő | 3:44,587 | 6.       | 8.       | kiesett | kiesett  |
| Diego Cánepa Sergio Mangín    | Kajak kettes 500 m  | 1:38,594 | 6.       | 20.      | 1:39,535 | 4.       | 6.       | 1:37,177 | 9.       | 18.      | kiesett | kiesett  |
| Abelardo Sztrum Javier Correa | Kajak kettes 1000 m | 3:49,864 | 5.       | 17.      | 3:34,244 | 1.       | 1.       | 3:28,128 | 9.       | 18.      | kiesett | kiesett  |

## Kerékpározás

### Hegyi-kerékpározás
| Versenyző       | Versenyszám        | Idő           | Helyezés      |
| --------------- | ------------------ | ------------- | ------------- |
| Latauro Chávez  | Férfi terepverseny | nem ért célba | nem ért célba |
| Sandra Ambrosio | Női terepverseny   | nem ért célba | nem ért célba |

### Országúti kerékpározás
Férfi
| Versenyző       | Versenyszám   | Idő           | Helyezés      |
| --------------- | ------------- | ------------- | ------------- |
| Gustavo Artacho | Mezőnyverseny | nem ért célba | nem ért célba |
| Rubén Pegorín   | Mezőnyverseny | nem ért célba | nem ért célba |

### Pálya-kerékpározás
Üldözőversenyek
| Versenyző                                                  | Versenyszám  | Selejtező | Selejtező | Negyeddöntő                         | Negyeddöntő | Elődöntő     | Elődöntő  | Döntő        | Döntő     | Helyezés |
| Versenyző                                                  | Versenyszám  | Idő       | Hely.     | Ellenfél Idő                        | Saját idő   | Ellenfél Idő | Saját idő | Ellenfél Idő | Saját idő | Helyezés |
| ---------------------------------------------------------- | ------------ | --------- | --------- | ----------------------------------- | ----------- | ------------ | --------- | ------------ | --------- | -------- |
| Walter Pérez                                               | Férfi egyéni | 4:30,715  | 7.        | Philippe Ermenault (FRA) · 4:22,826 | lekörözték  | kiesett      | kiesett   | kiesett      | kiesett   | 8.       |
| Walter Pérez Edgardo Simón Gonzalo García Gabriel Curuchet | Férfi csapat | 4:20,840  | 14.       | kiesett                             | kiesett     | kiesett      | kiesett   | kiesett      | kiesett   | 14.      |

Időfutam
| Név         | Versenyszám  | Idő      | Helyezés |
| ----------- | ------------ | -------- | -------- |
| Ángel Colla | Férfi egyéni | 1:06,619 | 17.      |

Pontversenyek
| Név                   | Versenyszám       | Pont | Körhátrány | Helyezés |
| --------------------- | ----------------- | ---- | ---------- | -------- |
| Juan Esteban Curuchet | Férfi pontverseny | 0    | -2         | 23.      |

## Kosárlabda

### Férfi
| Argentin férfi kosárlabdacsapat-játékoskeret                                                                  | Argentin férfi kosárlabdacsapat-játékoskeret                                                   |
| --- | ---------------------------------------------------------------------------------------------- |
| - Marcelo Nicola - Daniel Farabello - Luis Villar - Esteban de la Fuente - Ernesto Michel - Marcelo Milanesio | - Juan Espil - Diego Osella - Fabricio Oberto - Jorge Racca - Esteban Pérez - Rubén Wolkowyski |

#### Eredmények
Csoportkör
A csoport
| Csapat                 | M | Gy | V | P+  | P–  | Pk   | P  |
| ---------------------- | - | -- | - | --- | --- | ---- | -- |
| Egyesült Államok (USA) | 5 | 5  | 0 | 522 | 345 | +177 | 10 |
| Litvánia (LTU)         | 5 | 3  | 2 | 427 | 354 | +73  | 8  |
| Horvátország (CRO)     | 5 | 3  | 2 | 422 | 386 | +36  | 8  |
| Kína (CHN)             | 5 | 2  | 3 | 360 | 502 | –142 | 7  |
| Argentína (ARG)        | 5 | 2  | 3 | 351 | 396 | –45  | 7  |
| Angola (ANG)           | 5 | 0  | 5 | 280 | 379 | –99  | 5  |

| 1996. július 20. | Egyesült Államok (USA) | 96–68     | Argentína (ARG) | Atlanta Játékvezetők: Gennaro Colucci (ITA), Stylianos Koukoulekidis (GRE) |
| 1996. július 20. | (46–44) Jegyzőkönyv    |           |                 | Atlanta Játékvezetők: Gennaro Colucci (ITA), Stylianos Koukoulekidis (GRE) |
| 1996. július 20. | Robinson 18            | Pont      | Espil 27        | Atlanta Játékvezetők: Gennaro Colucci (ITA), Stylianos Koukoulekidis (GRE) |
| 1996. július 20. | Robinson 7             | Lepattanó | Nicola 4        | Atlanta Játékvezetők: Gennaro Colucci (ITA), Stylianos Koukoulekidis (GRE) |
| 1996. július 20. | Hill, Hardaway 5       | Gólpassz  | Milanesio 7     | Atlanta Játékvezetők: Gennaro Colucci (ITA), Stylianos Koukoulekidis (GRE) |

| 1996. július 22. | Argentína (ARG)     | 65–61     | Litvánia (LTU) | Atlanta Játékvezetők: Carl Jungebrand (FIN), Juan Figueroa (PUR) |
| 1996. július 22. | (31–25) Jegyzőkönyv |           |                | Atlanta Játékvezetők: Carl Jungebrand (FIN), Juan Figueroa (PUR) |
| 1996. július 22. | Espil 25            | Pont      | Sabonis 30     | Atlanta Játékvezetők: Carl Jungebrand (FIN), Juan Figueroa (PUR) |
| 1996. július 22. | Espil 6             | Lepattanó | Sabonis 11     | Atlanta Játékvezetők: Carl Jungebrand (FIN), Juan Figueroa (PUR) |
| 1996. július 22. | Milanesio 6         | Gólpassz  | Marčiulionis 8 | Atlanta Játékvezetők: Carl Jungebrand (FIN), Juan Figueroa (PUR) |

| 1996. július 24. | Kína (CHN)                                       | 87–77     | Argentína (ARG) | Atlanta Játékvezetők: Robert Barnett (AUS), Roman Ryzhyk (UKR) |
| 1996. július 24. | (51–38) Jegyzőkönyv                              |           |                 | Atlanta Játékvezetők: Robert Barnett (AUS), Roman Ryzhyk (UKR) |
| 1996. július 24. | Cseng Vu (Zheng Wu), Hu Vej-tung (Hu Weidong) 22 | Pont      | Espil 25        | Atlanta Játékvezetők: Robert Barnett (AUS), Roman Ryzhyk (UKR) |
| 1996. július 24. | Cseng Vu (Zheng Wu) 9                            | Lepattanó | Pérez 7         | Atlanta Játékvezetők: Robert Barnett (AUS), Roman Ryzhyk (UKR) |
| 1996. július 24. | Li Hsziao-jung (Li Xiaoyong) 5                   | Gólpassz  | Milanesio 8     | Atlanta Játékvezetők: Robert Barnett (AUS), Roman Ryzhyk (UKR) |

| 1996. július 26. | Argentína (ARG)     | 75–90     | Horvátország (CRO)      | Atlanta Játékvezetők: Jose Piovesan Neto (BRA), Pascal Noel Dorizon (FRA) |
| 1996. július 26. | (29–43) Jegyzőkönyv |           |                         | Atlanta Játékvezetők: Jose Piovesan Neto (BRA), Pascal Noel Dorizon (FRA) |
| 1996. július 26. | Espil 17            | Pont      | Komazec 28              | Atlanta Játékvezetők: Jose Piovesan Neto (BRA), Pascal Noel Dorizon (FRA) |
| 1996. július 26. | Osella 6            | Lepattanó | Kukoč 8                 | Atlanta Játékvezetők: Jose Piovesan Neto (BRA), Pascal Noel Dorizon (FRA) |
| 1996. július 26. | Milanesio 5         | Gólpassz  | Komazec, Mulaomerović 3 | Atlanta Játékvezetők: Jose Piovesan Neto (BRA), Pascal Noel Dorizon (FRA) |

| 1996. július 28. | Argentína (ARG)     | 66–62     | Angola (ANG)    | Atlanta Játékvezetők: Wieslaw Zych (POL), Chong Kyoung (KOR) |
| 1996. július 28. | (27–32) Jegyzőkönyv |           |                 | Atlanta Játékvezetők: Wieslaw Zych (POL), Chong Kyoung (KOR) |
| 1996. július 28. | Espil 21            | Pont      | Dias 17         | Atlanta Játékvezetők: Wieslaw Zych (POL), Chong Kyoung (KOR) |
| 1996. július 28. | Villar 6            | Lepattanó | Moreira, Dias 7 | Atlanta Játékvezetők: Wieslaw Zych (POL), Chong Kyoung (KOR) |
| 1996. július 28. | Osella 5            | Gólpassz  | Ucuahamba 4     | Atlanta Játékvezetők: Wieslaw Zych (POL), Chong Kyoung (KOR) |

A 9–12. helyért
| 1996. július 30. 15:00 | Argentína (ARG)     | 97–79     | Dél-Korea (KOR)                   | Atlanta Játékvezetők: Joseph Derosa (USA), Csu Csia-csung (Zhu Jiazhong) (CHN) |
| 1996. július 30. 15:00 | (44–41) Jegyzőkönyv |           |                                   | Atlanta Játékvezetők: Joseph Derosa (USA), Csu Csia-csung (Zhu Jiazhong) (CHN) |
| 1996. július 30. 15:00 | Espil 26            | Pont      | Csong Dzsegun (Jeong Jae-Geun) 17 | Atlanta Játékvezetők: Joseph Derosa (USA), Csu Csia-csung (Zhu Jiazhong) (CHN) |
| 1996. július 30. 15:00 | Pérez 9             | Lepattanó | Cson Hicshol (Jeon Hui-Cheol) 8   | Atlanta Játékvezetők: Joseph Derosa (USA), Csu Csia-csung (Zhu Jiazhong) (CHN) |
| 1996. július 30. 15:00 | Espil 8             | Gólpassz  | Kang Donghi (Gang Dong-Hui) 8     | Atlanta Játékvezetők: Joseph Derosa (USA), Csu Csia-csung (Zhu Jiazhong) (CHN) |

A 9. helyért
| 1996. augusztus 2. 12:00 | Argentína (ARG)     | 87–77     | Puerto Rico (PUR) | Atlanta Játékvezetők: Davorin Nakic (CRO), Antonio Soares De Campos (ANG) |
| 1996. augusztus 2. 12:00 | (43–38) Jegyzőkönyv |           |                   | Atlanta Játékvezetők: Davorin Nakic (CRO), Antonio Soares De Campos (ANG) |
| 1996. augusztus 2. 12:00 | Espil, Osella 17    | Pont      | Ortíz 21          | Atlanta Játékvezetők: Davorin Nakic (CRO), Antonio Soares De Campos (ANG) |
| 1996. augusztus 2. 12:00 | Milanesio, Oberto 7 | Lepattanó | Ortíz 11          | Atlanta Játékvezetők: Davorin Nakic (CRO), Antonio Soares De Campos (ANG) |
| 1996. augusztus 2. 12:00 | Milanesio, Espil 7  | Gólpassz  | Travieso 5        | Atlanta Játékvezetők: Davorin Nakic (CRO), Antonio Soares De Campos (ANG) |

| Csapat          | Helyezés |
| --------------- | -------- |
| Argentína (ARG) | 9.       |

## Labdarúgás

### Férfi
| Argentin férfi labdarúgócsapat-játékoskeret | Argentin férfi labdarúgócsapat-játékoskeret |
| --- | --- |
| - Carlos Bossio - Roberto Ayala - José Antonio Chamot - Javier Zanetti - Matías Almeyda - Roberto Sensini - Claudio López - Diego Simeone - Hernán Crespo | - Ariel Ortega - Hugo Morales - Pablo Cavallero - Héctor Pineda - Pablo Paz - Christian Bassedas - Gustavo López - Marcelo Delgado - Marcelo Gallardo |

#### Eredmények
Csoportkör
A csoport
| Csapat                 | M | Gy | D | V | Rg | Kg | Gk | P |
| ---------------------- | - | -- | - | - | -- | -- | -- | - |
| Argentína (ARG)        | 3 | 1  | 2 | 0 | 5  | 3  | +2 | 5 |
| Portugália (POR)       | 3 | 1  | 2 | 0 | 4  | 2  | +2 | 5 |
| Egyesült Államok (USA) | 3 | 1  | 1 | 1 | 4  | 4  | 0  | 4 |
| Tunézia (TUN)          | 3 | 0  | 1 | 2 | 1  | 5  | –4 | 1 |

| 1996. július 20. 19.30 |

| Egyesült Államok (USA) | 1–3               | Argentína (ARG)                     |
| ---------------------- | ----------------- | ----------------------------------- |
| Reyna 1'               | (1–1) Jegyzőkönyv | G. López 26' Crespo 55' Simeone 90' |

| Legion Field, Birmingham Nézőszám: 83 183 Játékvezető: Lucien Bouchardeau (nigeri) |

| 1996. július 22. 19:30 |

| Argentína (ARG) | 1–1               | Portugália (POR) |
| --------------- | ----------------- | ---------------- |
| Ortega 45'      | (1–0) Jegyzőkönyv | Nuno Gomes 70'   |

| RFK Stadium, Washington Nézőszám: 25 811 Játékvezető: Omer Al Mehannah (Szaúd-arábiai) |

| 1996. július 24. 19.30 |

| Argentína (ARG) | 1–1               | Tunézia (TUN) |
| --------------- | ----------------- | ------------- |
| Ortega 5'       | (1–0) Jegyzőkönyv | Mkacher 74'   |

| Legion Field, Birmingham Nézőszám: 16 826 Játékvezető: Phirom Anpraszöt (thaiföldi) |

Negyeddöntő
| 1996. július 27. 19:30 |

| Argentína (ARG)                                   | 4–0               | Spanyolország (ESP) |
| ------------------------------------------------- | ----------------- | ------------------- |
| Crespo 47' 88' Aranzábal 52' (öngól) C. López 66' | (0–0) Jegyzőkönyv |                     |

| Legion Field, Birmingham Nézőszám: 43 507 Játékvezető: Gamál al-Gandúr (egyiptomi) |

Elődöntő
| 1996. július 30. 18:00 |

| Portugália (POR) | 0–2               | Argentína (ARG) |
| ---------------- | ----------------- | --------------- |
|                  | (0–0) Jegyzőkönyv | Crespo 55' 61'  |

| Sanford Stadium, Athens Nézőszám: 78 212 Játékvezető: Esfandiar Baharmast (amerikai) |

Döntő
| 1996. augusztus 3. 15:45 |

| Nigéria (NGR)                         | 3–2               | Argentína (ARG)                   |
| ------------------------------------- | ----------------- | --------------------------------- |
| Babayaro 28' Amokachi 74' Amunike 90' | (1–1) Jegyzőkönyv | C. López 3' Crespo 50' (11-esből) |

| Sanford Stadium, Athens Nézőszám: 86 117 Játékvezető: Pierluigi Collina (olasz) |

| Csapat          | Helyezés |
| --------------- | -------- |
| Argentína (ARG) |          |

## Lovaglás
Díjugratás
| Versenyző                                                            | Ló               | Versenyszám | Selejtező | Selejtező | Selejtező | Selejtező | Selejtező | Selejtező | Selejtező | Selejtező | Döntő    | Döntő    | Döntő    | Döntő    | Végeredmény | Végeredmény |
| Versenyző                                                            | Ló               | Versenyszám | 1. kör    | 1. kör    | 2. kör    | 2. kör    | 2. kör    | 3. kör    | 3. kör    | 3. kör    | 1. kör   | 1. kör   | 2. kör   | 2. kör   | Végeredmény | Végeredmény |
| Versenyző                                                            | Ló               | Versenyszám | Bünt.     | Hely.     | Bünt.     | Össz.     | Hely.     | Bünt.     | Össz.     | Hely.     | Bünt.    | Hely.    | Bünt.    | Hely.    | Bünt.       | Helyezés    |
| -------------------------------------------------------------------- | ---------------- | ----------- | --------- | --------- | --------- | --------- | --------- | --------- | --------- | --------- | -------- | -------- | -------- | -------- | ----------- | ----------- |
| Justo Albarracín                                                     | Dinastia Pampero | Egyéni      | kizárták  | kizárták  | kizárták  | kizárták  | kizárták  | kizárták  | kizárták  | kizárták  |          |          | kiesett  | kiesett  | kiesett     | kiesett     |
| Ricardo Kierkegaard                                                  | Renomme          | Egyéni      | kizárták  | kizárták  | kizárták  | kizárták  | kizárták  | kizárták  | kizárták  | kizárták  |          |          | kiesett  | kiesett  | kiesett     | kiesett     |
| Federico Castaing                                                    | Landlord         | Egyéni      | kizárták  | kizárták  | kizárták  | kizárták  | kizárták  | kizárták  | kizárták  | kizárták  |          |          | kiesett  | kiesett  | kiesett     | kiesett     |
| Oscar Fuentes                                                        | Henry J. Speed   | Egyéni      | kizárták  | kizárták  | kizárták  | kizárták  | kizárták  | kiesett   | kiesett   | kiesett   |          |          | kiesett  | kiesett  | kiesett     | kiesett     |
| Justo Albarracín Ricardo Kierkegaard Federico Castaing Oscar Fuentes | lásd fentebb     | Csapat      |           |           |           |           |           |           |           |           | kizárták | kizárták | kizárták | kizárták | kizárták    | kizárták    |

## Ökölvívás
| Versenyző        | Versenyszám   | Selejtező                          | Nyolcaddöntő                                  | Negyeddöntő             | Elődöntő                       | Döntő             | Helyezés |
| Versenyző        | Versenyszám   | Ellenfél Eredmény                  | Ellenfél Eredmény                             | Ellenfél Eredmény       | Ellenfél Eredmény              | Ellenfél Eredmény | Helyezés |
| ---------------- | ------------- | ---------------------------------- | --------------------------------------------- | ----------------------- | ------------------------------ | ----------------- | -------- |
| Omar Narváez     | Légsúly       | Joan Guzman (DOM) · 9–4            | Mehdi Assous (ALG) · 4–20                     | kiesett                 | kiesett                        | kiesett           | 9.       |
| Pablo Chacón     | Pehelysúly    | Tyson Gray (JAM) · 6–5             | Josian Lebon (MRI) · 14–7                     | Nagy János (HUN) · 18–7 | Szomrak Khamszing (THA) · 8–20 | kiesett           |          |
| Fabrizio Nieva   | Könnyűsúly    | Franco Agentho (UGA) · 12–8        | [[Sin Uncshol (Sin Eun-Cheol)]] (KOR) · 11–27 | kiesett                 | kiesett                        | kiesett           | 9.       |
| Guillermo Saputo | Váltósúly     | Pe Hodzso (Bae Ho-Jo) (KOR) · 7–11 | kiesett                                       | kiesett                 | kiesett                        | kiesett           | 17.      |
| Oscar Gómez      | Nagyváltósúly | Karim Toʻlaganov (UZB) · RSC       | kiesett                                       | kiesett                 | kiesett                        | kiesett           | 17.      |

## Röplabda

### Férfi
| Argentin férfi röplabdacsapat-játékoskeret                                                                     | Argentin férfi röplabdacsapat-játékoskeret                                                                       |
| --- | --- |
| - Marcos Milinkovic - Jorge Alberto Elgueta - Sebastián Jabif - Leandro Maly - Guillermo Quaini - Carlos Weber | - Fernando Borrero - Alejandro Romano - Sebastián Firpo - Pablo Pereira - Guillermo Martínez - Eduardo Rodríguez |

#### Eredmények
Csoportkör
A csoport
|                        |      | Mérkőzések | Mérkőzések | Szettek | Szettek | Szettek | Pontok | Pontok | Pontok |
| Csapat                 | Pont | Gy         | V          | Sz+     | Sz–     | SzA     | P+     | P–     | PA     |
| ---------------------- | ---- | ---------- | ---------- | ------- | ------- | ------- | ------ | ------ | ------ |
| Kuba (CUB)             | 9    | 4          | 1          | 12      | 5       | 2,400   | 233    | 191    | 1,220  |
| Brazília (BRA)         | 8    | 3          | 2          | 10      | 6       | 1,667   | 210    | 187    | 1,123  |
| Bulgária (BUL)         | 8    | 3          | 2          | 10      | 8       | 1,250   | 225    | 212    | 1,061  |
| Argentína (ARG)        | 8    | 3          | 2          | 9       | 9       | 1,000   | 222    | 225    | 0,987  |
| Egyesült Államok (USA) | 7    | 2          | 3          | 10      | 9       | 1,111   | 241    | 233    | 1,034  |
| Lengyelország (POL)    | 5    | 0          | 5          | 1       | 15      | 0,067   | 151    | 234    | 0,645  |

| 1996. július 21. 19:30 | Brazília (BRA)            | 1–3 | Argentína (ARG) | Atlanta Játékvezető: Jarmo Salonen (FIN), Peter Henry (CAN) |
| 1996. július 21. 19:30 | (15–9, 8–15, 14–16, 6–15) |     |                 | Atlanta Játékvezető: Jarmo Salonen (FIN), Peter Henry (CAN) |

| 1996. július 23. 16:00 | Argentína (ARG)     | 0–3 | Egyesült Államok (USA) | Atlanta Játékvezető: Patrick Rachard (FRA), Guennadi Zharikov (RUS) |
| 1996. július 23. 16:00 | (7–15, 8–15, 11–15) |     |                        | Atlanta Játékvezető: Patrick Rachard (FRA), Guennadi Zharikov (RUS) |

| 1996. július 25. 10:00 | Bulgária (BUL)              | 1–3 | Argentína (ARG) | Atlanta Játékvezető: Dean Turner (AUS), Petrus Carolus Scheffer (NED) |
| 1996. július 25. 10:00 | (10–15, 8–15, 15–11, 10–15) |     |                 | Atlanta Játékvezető: Dean Turner (AUS), Petrus Carolus Scheffer (NED) |

| 1996. július 27. 16:00 | Argentína (ARG)      | 0–3 | Kuba (CUB) | Atlanta Játékvezető: Guennadi Zharikov (RUS), Patrick Rachard (FRA) |
| 1996. július 27. 16:00 | (10–15, 12–15, 9–15) |     |            | Atlanta Játékvezető: Guennadi Zharikov (RUS), Patrick Rachard (FRA) |

| 1996. július 29. 10:00 | Lengyelország (POL)        | 1–3 | Argentína (ARG) | Atlanta Játékvezető: Abdullah Al-Khlaifi (KSA), Petrus Carolus Scheffer (NED) |
| 1996. július 29. 10:00 | (15–7, 15–17, 10–15, 9–15) |     |                 | Atlanta Játékvezető: Abdullah Al-Khlaifi (KSA), Petrus Carolus Scheffer (NED) |

Negyeddöntő
| 1996. július 31. 19:30 | Argentína (ARG)           | 1–3 | Olaszország (ITA) | Atlanta Játékvezető: Barry Dragon (USA), Patrick Rachard (FRA) |
| 1996. július 31. 19:30 | (15–12, 9–15, 7–15, 4–15) |     |                   | Atlanta Játékvezető: Barry Dragon (USA), Patrick Rachard (FRA) |

Az 5–8. helyért
| 1996. augusztus 1. 8:00 | Brazília (BRA)             | 3–1 | Argentína (ARG) | Atlanta Játékvezető: Konstantinos Margaritis (GRE), Jarmo Salonen (FIN) |
| 1996. augusztus 1. 8:00 | (15–10, 15–3, 13–15, 15–9) |     |                 | Atlanta Játékvezető: Konstantinos Margaritis (GRE), Jarmo Salonen (FIN) |

A 7. helyért
| 1996. augusztus 2. 12:00 | Bulgária (BUL)                    | 3–2 | Argentína (ARG) | Atlanta Játékvezető: Neill Luebke (USA), Peter Henry (CAN) |
| 1996. augusztus 2. 12:00 | (15–10, 15–10, 7–15, 7–15, 20–18) |     |                 | Atlanta Játékvezető: Neill Luebke (USA), Peter Henry (CAN) |

| Csapat          | Helyezés |
| --------------- | -------- |
| Argentína (ARG) | 8.       |

### Strandröplabda

#### Férfi
| Versenyző                     | 1. forduló        | 2. forduló                                                  | 3. forduló        | 4. forduló        | Reményág                                            | Reményág                                            | Reményág          | Reményág          | Reményág          | Elődöntő          | Döntő             | Helyezés |
| Versenyző                     | 1. forduló        | 2. forduló                                                  | 3. forduló        | 4. forduló        | 1. forduló                                          | 2. forduló                                          | 3. forduló        | 4. forduló        | 5. forduló        | Elődöntő          | Döntő             | Helyezés |
| Versenyző                     | Ellenfél Eredmény | Ellenfél Eredmény                                           | Ellenfél Eredmény | Ellenfél Eredmény | Ellenfél Eredmény                                   | Ellenfél Eredmény                                   | Ellenfél Eredmény | Ellenfél Eredmény | Ellenfél Eredmény | Ellenfél Eredmény | Ellenfél Eredmény | Helyezés |
| ----------------------------- | ----------------- | ----------------------------------------------------------- | ----------------- | ----------------- | --------------------------------------------------- | --------------------------------------------------- | ----------------- | ----------------- | ----------------- | ----------------- | ----------------- | -------- |
| Eduardo Martínez Martín Conde | erőnyerő          | Kuba (CUB) · Francisco Álvarez · Juan Miguel Rosell · 11–15 |                   |                   | Indonézia (INA) · Mohamed Nurmufid · Markoji · 15–5 | Portugália (POR) · Miguel Maia · João Brenha · 5–15 | kiesett           | kiesett           | kiesett           | kiesett           | kiesett           | 13.      |

## Sportlövészet
Férfi
| Versenyző          | Versenyszám           | Selejtező | Selejtező | Döntő   | Döntő    |
| Versenyző          | Versenyszám           | Pont      | Helyezés  | Pont    | Helyezés |
| ------------------ | --------------------- | --------- | --------- | ------- | -------- |
| Ricardo Rusticucci | Sportpuska, összetett | 1139      | 45.       | kiesett | kiesett  |
| Ricardo Rusticucci | Légpuska              | 585       | 26.*      | kiesett | kiesett  |
| Ángel Velarte      | Légpuska              | 577       | 38.**     | kiesett | kiesett  |
| Ángel Velarte      | Sportpuska, összetett | 1142      | 44.       | kiesett | kiesett  |
| Marcelo Gil        | Skeet                 | 113       | 45.***    | kiesett | kiesett  |

Női
| Versenyző      | Versenyszám   | Selejtező | Selejtező | Döntő   | Döntő    |
| Versenyző      | Versenyszám   | Pont      | Helyezés  | Pont    | Helyezés |
| -------------- | ------------- | --------- | --------- | ------- | -------- |
| Cristina Gallo | Sportpisztoly | 565       | 33.       | kiesett | kiesett  |
| Cristina Gallo | Légpisztoly   | 374       | 29.       | kiesett | kiesett  |
| Lorena Guado   | Légpisztoly   | 371       | 32.*      | kiesett | kiesett  |
| Lorena Guado   | Sportpisztoly | 569       | 29.       | kiesett | kiesett  |
| Amelia Fournel | Légpuska      | 392       | 13.*****  | kiesett | kiesett  |

* - egy másik versenyzővel azonos eredményt ért el

** - két másik versenyzővel azonos eredményt ért el

*** - három másik versenyzővel azonos eredményt ért el

***** - öt másik versenyzővel azonos eredményt ért el

## Súlyemelés
| Versenyző         | Versenyszám | Szakítás                 | Szakítás                 | Lökés    | Lökés    | Összesen | Helyezés |
| Versenyző         | Versenyszám | Eredmény                 | Helyezés                 | Eredmény | Helyezés | Összesen | Helyezés |
| ----------------- | ----------- | ------------------------ | ------------------------ | -------- | -------- | -------- | -------- |
| Gustavo Majauskas | 64 kg       | 125,0                    | 19.*                     | 160,0    | 12.*     | 285,0    | 20.      |
| Marcelo Gandolfo  | 70 kg       | 120,0                    | 24.*                     | 140,0    | 24.      | 260,0    | 24.      |
| Gabriel Lemme     | 70 kg       | érvényes kísérlet nélkül | érvényes kísérlet nélkül | kiesett  | kiesett  | kiesett  | kiesett  |

* - másik versenyzővel azonos eredményt ért el

## Tenisz
Férfi
| Versenyző              | Versenyszám | 64-es főtábla                       | 32-es főtábla                                                     | Nyolcaddöntő      | Negyeddöntő       | Elődöntő          | Bronz- mérkőzés   | Döntő             | Helyezés |
| Versenyző              | Versenyszám | Ellenfél Eredmény                   | Ellenfél Eredmény                                                 | Ellenfél Eredmény | Ellenfél Eredmény | Ellenfél Eredmény | Ellenfél Eredmény | Ellenfél Eredmény | Helyezés |
| ---------------------- | ----------- | ----------------------------------- | ----------------------------------------------------------------- | ----------------- | ----------------- | ----------------- | ----------------- | ----------------- | -------- |
| Gastón Etlis           | Egyes       | Wayne Ferreira (RSA) · 4–6, 3–6     | kiesett                                                           | kiesett           | kiesett           | kiesett           | kiesett           | kiesett           | 33.      |
| Hernán Gumy            | Egyes       | Nicolás Pereira (VEN) · 4–6, 0–6    | kiesett                                                           | kiesett           | kiesett           | kiesett           | kiesett           | kiesett           | 33.      |
| Javier Frana           | Egyes       | Greg Rusedski (GBR) · 6–4, 5–7, 3–6 | kiesett                                                           | kiesett           | kiesett           | kiesett           | kiesett           | kiesett           | 33.      |
| Javier Frana Luis Lobo | Páros       |                                     | Spanyolország (ESP) · Sergi Bruguera · Tomás Carbonell · 3–6, 6–7 | kiesett           | kiesett           | kiesett           | kiesett           | kiesett           | 17.      |

Női
| Versenyző                           | Versenyszám | 64-es főtábla                     | 32-es főtábla                                                        | Nyolcaddöntő                        | Negyeddöntő       | Elődöntő          | Bronz- mérkőzés   | Döntő             | Helyezés |
| Versenyző                           | Versenyszám | Ellenfél Eredmény                 | Ellenfél Eredmény                                                    | Ellenfél Eredmény                   | Ellenfél Eredmény | Ellenfél Eredmény | Ellenfél Eredmény | Ellenfél Eredmény | Helyezés |
| ----------------------------------- | ----------- | --------------------------------- | -------------------------------------------------------------------- | ----------------------------------- | ----------------- | ----------------- | ----------------- | ----------------- | -------- |
| Gabriela Sabatini                   | Egyes       | Nathalie Tauziat (FRA) · 7–5, 6–2 | Angélica Gavaldón (MEX) · 6–4, 6–0                                   | Szeles Mónika (USA) · 3–6, 3–6      | kiesett           | kiesett           | kiesett           | kiesett           | 9.       |
| Inés Gorrochategui                  | Egyes       | Yi Jingqian (CHN) · 6–2, 1–6, 6–1 | Mary Pierce (FRA) · 6–4, 1–6, 7–5                                    | Mary Joe Fernández (USA) · 0–6, 3–6 | kiesett           | kiesett           | kiesett           | kiesett           | 9.       |
| Florencia Labat                     | Egyes       | Jelena Makarova (RUS) · 6–2, 7–5  | Magdalena Maleeva (BUL) · 6–7, 1–6                                   | kiesett                             | kiesett           | kiesett           | kiesett           | kiesett           | 17.      |
| Gabriela Sabatini Patricia Tarabini | Páros       |                                   | Belgium (BEL) · Sabine Appelmans · Laurence Courtois · 7–5, 3–6, 4–6 | kiesett                             | kiesett           | kiesett           | kiesett           | kiesett           | 17.      |

## Torna
Férfi
| Versenyző       | Versenyszám      | Selejtező | Selejtező | Döntő    | Döntő    |
| Versenyző       | Versenyszám      | Pontszám  | Helyezés  | Pontszám | Helyezés |
| --------------- | ---------------- | --------- | --------- | -------- | -------- |
| Marcelo Palacio | Talaj            | 17,450    | 89.       | kiesett  | kiesett  |
| Marcelo Palacio | Ugrás            | 17,875    | 94.       | kiesett  | kiesett  |
| Marcelo Palacio | Korlát           | 17,100    | 90.       | kiesett  | kiesett  |
| Marcelo Palacio | Nyújtó           | 17,400    | 86.       | kiesett  | kiesett  |
| Marcelo Palacio | Gyűrű            | 17,325    | 90.       | kiesett  | kiesett  |
| Marcelo Palacio | Lólengés         | 16,875    | 86.       | kiesett  | kiesett  |
| Marcelo Palacio | Egyéni összetett | 104,025   | 70.       | kiesett  | kiesett  |

Női
| Versenyző     | Versenyszám      | Selejtező | Selejtező | Döntő    | Döntő    |
| Versenyző     | Versenyszám      | Pontszám  | Helyezés  | Pontszám | Helyezés |
| ------------- | ---------------- | --------- | --------- | -------- | -------- |
| Ana Destéfano | Talaj            | 18,537    | 71.       | kiesett  | kiesett  |
| Ana Destéfano | Ugrás            | 18,724    | 61.       | kiesett  | kiesett  |
| Ana Destéfano | Felemás korlát   | 18,737    | 57.       | kiesett  | kiesett  |
| Ana Destéfano | Gerenda          | 16,774    | 86.       | kiesett  | kiesett  |
| Ana Destéfano | Egyéni összetett | 72,772    | 65.       | kiesett  | kiesett  |

## Úszás
Férfi
| Versenyző           | Versenyszám    | Előfutam | Előfutam | Előfutam | Döntő   | Döntő   | Döntő   | Helyezés |
| Versenyző           | Versenyszám    | Idő      | Hely.    | Össz.    | Típus   | Idő     | Hely.   | Helyezés |
| ------------------- | -------------- | -------- | -------- | -------- | ------- | ------- | ------- | -------- |
| José Martín Meolans | 50 m gyors     | 23,21    | 8.       | 23.      | kiesett | kiesett | kiesett | kiesett  |
| José Martín Meolans | 100 m gyors    | 52,02    | 8.       | 45.      | kiesett | kiesett | kiesett | kiesett  |
| José Martín Meolans | 100 m pillangó | 56,02    | 8.       | 38.      | kiesett | kiesett | kiesett | kiesett  |
| Agustín Fiorilli    | 400 m gyors    | 4:02,53  | 2.       | 28.      | kiesett | kiesett | kiesett | kiesett  |
| Agustín Fiorilli    | 1500 m gyors   | 15:51,85 | 4.       | 26.      | kiesett | kiesett | kiesett | kiesett  |

Női
| Versenyző                                                                 | Versenyszám            | Előfutam | Előfutam | Előfutam | Döntő   | Döntő   | Döntő   | Helyezés |
| Versenyző                                                                 | Versenyszám            | Idő      | Hely.    | Össz.    | Típus   | Idő     | Hely.   | Helyezés |
| ------------------------------------------------------------------------- | ---------------------- | -------- | -------- | -------- | ------- | ------- | ------- | -------- |
| Valeria Álvarez                                                           | 50 m gyors             | 27,12    | 6.       | 39.      | kiesett | kiesett | kiesett | kiesett  |
| Valeria Álvarez                                                           | 100 m gyors            | 59,26    | 3.       | 43.      | kiesett | kiesett | kiesett | kiesett  |
| Valeria Álvarez                                                           | 100 m hát              | 1:06,38  | 8.       | 30.      | kiesett | kiesett | kiesett | kiesett  |
| Alicia Barrancos                                                          | 400 m gyors            | 4:22,11  | 3.       | 28.      | kiesett | kiesett | kiesett | kiesett  |
| Alicia Barrancos                                                          | 800 m gyors            | 8:48,54  | 6.       | 17.      | kiesett | kiesett | kiesett | kiesett  |
| Valeria Álvarez Alicia Barrancos María Bertellotti María Pereyra          | 4 × 200 m gyorsváltó   | 8:46,36  | 7.       | 21.      | kiesett | kiesett | kiesett | kiesett  |
| María Carolina Santa Cruz                                                 | 100 m mell             | 1:16,19  | 6.       | 42.      | kiesett | kiesett | kiesett | kiesett  |
| María Carolina Santa Cruz                                                 | 200 m mell             | 2:37,85  | 7.       | 32.      | kiesett | kiesett | kiesett | kiesett  |
| María Pereyra                                                             | 100 m pillangó         | 1:03,98  | 1.       | 34.      | kiesett | kiesett | kiesett | kiesett  |
| María Pereyra                                                             | 200 m pillangó         | 2:19,57  | 5.       | 28.      | kiesett | kiesett | kiesett | kiesett  |
| Valeria Álvarez María Bertellotti María Pereyra María Carolina Santa Cruz | 4 × 100 m vegyes váltó | 4:27,99  | 7.       | 23.      | kiesett | kiesett | kiesett | kiesett  |

## Vitorlázás
Férfi
| Versenyző                       | Versenyszám     | Futam | Futam | Futam | Futam | Futam | Futam | Futam    | Futam | Futam | Futam | Futam | Pontszám | Helyezés |
| Versenyző                       | Versenyszám     | 1     | 2     | 3     | 4     | 5     | 6     | 7        | 8     | 9     | 10    | 11    | Pontszám | Helyezés |
| ------------------------------- | --------------- | ----- | ----- | ----- | ----- | ----- | ----- | -------- | ----- | ----- | ----- | ----- | -------- | -------- |
| Carlos Espínola                 | Szörfvitorlázás | 2     | 4     | 4     | 2     | 3     | (6)   | (47 PMS) | 2     | 2     |       |       | 19,0     |          |
| Martín Billoch Martín Rodríguez | 470-es osztály  | 12    | (23)  | 1     | (22)  | 20    | 3     | 4        | 12    | 1     | 8     | 12    | 73,0     | 7.       |

Női
| Versenyző                      | Versenyszám     | Futam | Futam | Futam | Futam | Futam | Futam | Futam | Futam | Futam | Futam | Futam | Pontszám | Helyezés |
| Versenyző                      | Versenyszám     | 1     | 2     | 3     | 4     | 5     | 6     | 7     | 8     | 9     | 10    | 11    | Pontszám | Helyezés |
| ------------------------------ | --------------- | ----- | ----- | ----- | ----- | ----- | ----- | ----- | ----- | ----- | ----- | ----- | -------- | -------- |
| Mónica Fechino                 | Szörfvitorlázás | 17    | 18    | 10    | 18    | (25)  | 16    | (20)  | 15    | 14    |       |       | 108,0    | 17.      |
| Serena Amato                   | Europe          | 8     | (17)  | 8     | 8     | (16)  | 15    | 6     | 5     | 1     | 16    | 14    | 81,0     | 8.       |
| Paula Reinoso Sofia Usandizaga | 470-es osztály  | (23)  | 16    | 16    | (22)  | 22    | 20    | 17    | 20    | 22    | 17    | 20,5  | 170,5    | 22.      |

Nyílt
| Versenyző                            | Versenyszám | Futam | Futam | Futam | Futam | Futam | Futam | Futam | Futam | Futam | Futam | Futam | Pontszám | Helyezés |
| Versenyző                            | Versenyszám | 1     | 2     | 3     | 4     | 5     | 6     | 7     | 8     | 9     | 10    | 11    | Pontszám | Helyezés |
| ------------------------------------ | ----------- | ----- | ----- | ----- | ----- | ----- | ----- | ----- | ----- | ----- | ----- | ----- | -------- | -------- |
| Santiago Lange                       | Laser       | 4     | 1     | 5     | 14    | (23)  | 11    | 19    | (57*) | 2     | 19    | 4     | 79,0     | 9.       |
| Guillermo Calegari, Jr. Mauro Maiola | Csillaghajó | 17    | 17    | (23)  | (22)  | 19    | 22    | 18    | 17    | 19    | 17    |       | 146,0    | 22.      |

* - kizárták

## Vívás
Férfi
| Versenyző         | Versenyszám | Selejtező                     | 32-es főtábla                 | Nyolcaddöntő      | Negyeddöntő       | Elődöntő          | Bronz- mérkőzés   | Döntő             | Helyezés |
| Versenyző         | Versenyszám | Ellenfél Eredmény             | Ellenfél Eredmény             | Ellenfél Eredmény | Ellenfél Eredmény | Ellenfél Eredmény | Ellenfél Eredmény | Ellenfél Eredmény | Helyezés |
| ----------------- | ----------- | ----------------------------- | ----------------------------- | ----------------- | ----------------- | ----------------- | ----------------- | ----------------- | -------- |
| Leandro Marchetti | Tőr, egyéni | Marco Falchetto (AUT) · 15–13 | Wolfgang Wienand (GER) · 1–15 | kiesett           | kiesett           | kiesett           | kiesett           | kiesett           | 32.      |

Női
| Versenyző                                        | Versenyszám | Selejtező                              | 32-es főtábla     | Nyolcaddöntő      | Negyeddöntő                                                                          | Elődöntő                                                                                           | Bronz- mérkőzés   | Döntő             | Helyezés |
| Versenyző                                        | Versenyszám | Ellenfél Eredmény                      | Ellenfél Eredmény | Ellenfél Eredmény | Ellenfél Eredmény                                                                    | Ellenfél Eredmény                                                                                  | Ellenfél Eredmény | Ellenfél Eredmény | Helyezés |
| ------------------------------------------------ | ----------- | -------------------------------------- | ----------------- | ----------------- | ------------------------------------------------------------------------------------ | -------------------------------------------------------------------------------------------------- | ----------------- | ----------------- | -------- |
| Yanina Iannuzzi                                  | Tőr, egyéni | Lilach Parisky (ISR) · 7–15            | kiesett           | kiesett           | kiesett                                                                              | kiesett                                                                                            | kiesett           | kiesett           | 35.      |
| Alejandra Carbone                                | Tőr, egyéni | Wang Huifeng (CHN) · 4–15              | kiesett           | kiesett           | kiesett                                                                              | kiesett                                                                                            | kiesett           | kiesett           | 36.      |
| Dolores Pampin                                   | Tőr, egyéni | Barbara Wolnicka-Szewczyk (POL) · 8–15 | kiesett           | kiesett           | kiesett                                                                              | kiesett                                                                                            | kiesett           | kiesett           | 37.      |
| Alejandra Carbone Yanina Iannuzzi Dolores Pampin | Tőr, csapat |                                        |                   |                   | Oroszország (RUS) · Olga Sarkova-Szidorova · Olga Velicsko · Szvetlana Bojko · 20–45 | A 9–11. helyért · Egyesült Államok (USA) · Ann Marsh · Felicia Zimmermann · Suzanne Paxton · 12–45 | kiesett           |                   | 11.      |